# Wolf (2010)
Wolf is een Belgische actiefilm uit 2010 met in de hoofdrollen Gene Bervoets, Axel Daeseleire en Pieter Embrechts. De film werd geregisseerd door Rik Daniels. De film is een soort proefaflevering van de televisieserie Wolven waarin verschillende scènes uit de eerste drie afleveringen werden gehaald.

## Verhaal
Commissaris Thomas Verhaege tracht er, met zijn Ecofin-team (Economische Financiële Recherche, Federale Politie Antwerpen), alles aan te doen om de corrupte witwasser Arveladze te doen stoppen. Daarnaast smokkelt Arveladze ook Oost-Europeanen België binnen en bezorgt hij hen een geldig paspoort. Daarvoor doet Arvaladze een beroep op twee corrupte ambtenaren van de dienst Vreemdelingenzaken. Ook verkracht hij de vrouwen die hij binnensmokkelt en neemt hij dit op op dvd. Het is aan het begin van de film al duidelijk dat Arveladze in het verleden al werd opgepakt door Thomas en zijn team, maar dat hij vroegtijdig is vrijgekomen.
Arveladze is op zoek naar een blokje in de vorm van een piramide. Dat blokje kan men aansluiten op een soort dockingstation dat de informatie decodeert. Vervolgens projecteert het blokje de informatie op het plafond. De informatie op het hologram bevat een staatsgeheim en zou minstens 10 miljoen euro waard zijn.
De crimineel en psychopaat Douglas weet af van het bestaan van het blokje. Volgens hem zal de informatie leiden tot het einde van België. Omdat hij koste wat kost het blokje in handen wil krijgen, ontvoert hij Thomas' zwangere vrouw Eva.
Uiteindelijk weet men Eva te redden en achterhaalt men de informatie op het blokje. De beelden zijn zo schokkend dat het team Douglas gelijk moet geven: als deze informatie bekend raakt bij het publiek, zal dat inderdaad het einde zijn van België zoals we het nu kennen. Daarom wordt besloten om het blokje te laten vernietigen.  Of dit ook daadwerkelijk gebeurt, is maar de vraag: we zien alleen hoe Karel De Schepper het blokje in zijn vestzak steekt.

## Onthaal
De film werd slecht onthaald. Hoewel er over het algemeen werd gewerkt met goede acteurs, zouden hun prestaties in deze film ondermaats zijn. Dit zou komen door de futloze dialogen die soms eerder lijken te komen uit een komische film dan een actiefilm. Over het algemeen wordt gezegd dat de film te weinig schwung heeft. De film had volgens bronnen zijn weg beter via televisie gevonden.

## Rolverdeling
| Acteur             | Personage         |
| ------------------ | ----------------- |
| Sandrine André     | Eva Verhaege      |
| Gene Bervoets      | Steven Perseyn    |
| Axel Daeseleire    | Thomas Verhaege   |
| Pieter Embrechts   | Douglas           |
| Maarten Goffin     | Tarik Ibdalkassem |
| Carry Goossens     | Karel De Schepper |
| Simone Milsdochter | Iris De Witte     |
| Lotte Pinoy        | Lena Beckers      |
| Nina Van Rompaey   | Irina Sherbadze   |
| Marie Vinck        | Sofia Belén       |

## Trivia
- Tijdens het filmen liep Axel Daeseleire een zware kneuzing op aan zijn schouder.